# Ford Del Rio
Ford Del Rio (укр. Форд Дель Ріо) — повнорозмірний 6-місний універсал, який випускався компанією Ford в США в 1957 і 1958 модельних роках. Модель також називалась Del Rio Ranch Wagon.
Стимулом для створення Дель Ріо було бажання Форда залишитись в сегменті двохдверних спорт-універсалів нарівні з Chevrolet Nomad і Pontiac Safari, а також рішення про припинення випуску компанією оригінального універсала Parklane, який не пробуджував покупців у 1956 році (рік його випуску) розбирати цю модель.
В той час як Nomad від Шевроле був найбільш дорогою машиною і була високого класу, Del Rio базувався на вже створеному продукті — утилітарному 2-дверному Ranch Wagon, і був найменш дорогою машиною серед універсалів.
Спочатку для покупців пропонувались дві унікальні схеми забарвлення кузова в два тони і відмінний рівень оздоблення, як вінілом високого класу, так і різними деталями з анодним напилюванням золота на алюміній. Покупці Дель Ріо також могли вибрати один з двох фордівських двигунів 6-циліндровий 144-сильний «Mile-Maker» чи «Thunderbird» 212-сильний V8.
В порівнянні з Шевроле, Форд продав 46 105 автомобілів в 1957 році, проти 12 687 Номадів за всі три роки його виробництва.